# Gerhard Skiba
Pour les articles homonymes, voir Skiba.
Gerhard Skiba, né en 1947 à Braunau am Inn et mort le 15 mars 2019, est un homme politique autrichien du SPÖ qui est élu maire de la ville de Braunau am Inn en 1989. Il est maire de Braunau am Inn de 1989 à 2010.
Il est connu internationalement grâce à la construction d’un Monument contre la guerre et le fascisme devant la maison natale d’Adolf Hitler. En 1992, des représentants du camp de concentration de Mauthausen, de Bautzen, de Wunsiedel et d’autres lieux avec un « héritage indésirable » se sont réunis à Braunau, répondant à son invitation aux premières Journées de l'histoire contemporaine de Braunau.
En 2007, il reçoit le prix Elfriede-Grünberg.

## Biographie
En 1992, des représentants de Bautzen, Mauthausen, Wunsiedel et d’autres villes au « patrimoine importun » ont suivi son invitation aux 1ères Journées de l’histoire contemporaine de Braunau. "Vieille ville": 750 ans, Braunau am Inn était le titre des 19èmes Journées de l’histoire contemporaine de septembre 2010.
Le 11 août 2006, Gerhard Skiba a invité Gunter Demnig, un artiste de Cologne, à poser quatre Stolpersteine dédiés aux victimes du national socialisme à Braunau am Inn.
Gerhard Skiba a reçu le prix Elfriede-Grünberg en 2007 pour récompenser ses mérites en matière de lutte contre le national socialisme. Le prix porte le nom de Elfriede Grünberg, victime de l'Holocauste. En 2006 également, Leopold Engleitner, centenaire et le plus âgé des survivants des camps de concentration de Buchenwald, Niederhagen et Ravensbrück, a reçu le prix Elfriede-Grünberg.
En 2007, Gerhard Skiba a remis à la famille Trapp le prix Egon Ranshofen-Wertheimer, créé dans le but de rendre hommage aux Autrichiens qui ont défendu et représenté l’Autriche de manière extraordinaire à l’étranger.
Le 23 septembre 2010, Gerhard Skiba démissionne pour des raisons de santé.
Il décède le 15 mars 2019.